# 星野淳一郎
星野 淳一郎（ほしの じゅんいちろう、1960年 - 2017年12月1日）は、日本のテレビディレクター。
『笑っていいとも!』、『夢で逢えたら』、『ダウンタウンのごっつええ感じ』などフジテレビを代表するバラエティ番組のディレクターとして知られ、主にウッチャンナンチャン、ダウンタウンの番組で演出・監修業務を担当した。

## 来歴・人物
早稲田実業学校ではブラスバンド部に所属し、高校生の頃からアルバイトとしてフジテレビでADを務めていた。『THE MANZAI』のアルバイトADだった学生時代に、番組のターゲットを学生に当てることを発案し、大学の落語研究会やプロレス研究会に動員をかけて約400人の学生を集め観覧をさせたことで若者の間に漫才ブームを巻き起こした。
早稲田大学卒業後、1983年にバイト先だったフジテレビにフリーディレクターとして契約。編成局第二制作部（現・編成制作局バラエティー制作センター）で、同期の吉田正樹と共に横澤彪班に所属した。フジテレビとの契約が切れた後は、日本テレビなどでもディレクター・番組演出家・スーパーバイザーとして、バラエティ番組中心に演出や監修を担当する。その後『笑う犬』シリーズのチーフプロデューサーを担当することとなった元同僚の吉田に誘われ同番組のプロデューサーに就任し、後進のディレクターの指導育成などを任された。
主に、ダウンタウン、ウッチャンナンチャンの番組を担当。日本テレビの『24時間テレビ』に対抗すべく、フジテレビでの24時間番組『1億人のテレビ夢列島（FNSの日）』の企画書を、高校生時代に作り上げていた。26歳で第1回放送の全てのコーナー台本を書き上げるだけでなく、チーフディレクターとして取り仕切った。吉田曰く、「素晴らしい演出家というよりも、スーパーADだった」と形容している。
2017年12月に逝去。葬儀での弔辞は吉田が読んでいる。

## 手がけたテレビ番組

### フジテレビ
- 笑っていいとも!　- チーフAD、ディレクター
- 冗談画報　　- ディレクター
- 1億人のテレビ夢列島　- 第1回チーフディレクター。クレジットはプロデューサーとして表記された。
- 夢で逢えたら　- ディレクター
- ウッチャンナンチャンの誰かがやらねば　- ディレクター
- ダウンタウンのごっつええ感じ　- ディレクター
- 年忘れソバ喰ってもちスペシャル しっかりせなあかんて!　- ディレクター
- YOKOZAWA特番とんずらスペシャル 松ちゃん浜ちゃんの笑いは格闘技だ! 昔のVも見せたろか!! - ディレクター
- 笑う犬の生活　- プロデューサー
- 鶴瓶と南原、日本のよふけ　- ブレーン
- 力の限りゴーゴゴー!!　- ブレーン

### フジテレビ以外
- ウッチャンウリウリ!ナンチャンナリナリ!!　(日本テレビ)　- 演出
- ウッチャンナンチャンのウリナリ!!　(日本テレビ)　- 監修
- ウンナンの気分は上々。　(TBSテレビ)　- 監修